# Gran Canaria-i kékpinty
A Gran Canaria-i kékpinty (Fringilla polatzeki) a madarak osztályának verébalakúak (Passeriformes) rendjébe és a pintyfélék (Fringillidae) családjába tartozó faj.

## Rendszerezése
A fajt Ernst Hartert német ornitológus írta le 1905-ben, a kék pinty (Fringilla teydea) alfajaként Fringilla teydea polatzeki néven. Egyes szervezetek jelenleg is ide sorolják.

## Előfordulása
A Spanyolországhoz tartozó Kanári-szigetek egyikén, a Gran Canaria területén honos. Természetes élőhelyei a mérsékelt övi erdők. Állandó, nem vonuló faj.

## Megjelenése
Testhossza 16–17 centiméter, a hím átlagos testtömege 28,3 gramm, a tojóé 27,1 gramm.
|  |

## Életmódja
Főleg a kanári-fenyő magjaival táplálkozik, de a fiatalokat inkább rovarokkal táplálja.

## Természetvédelmi helyzete
Az elterjedési területe rendkívül kicsi, egyedszáma egy 2007-es erdei tűzvész után felére csökkent, jelenleg 50-249 példány alatti és enyhén növekszik. A Természetvédelmi Világszövetség Vörös listáján veszélyeztetett fajként szerepel.